# Kęstutis Glaveckas
Kęstutis Glaveckas (ur. 30 kwietnia 1949 w Wilnie, zm. 30 kwietnia 2021 tamże) – litewski polityk, ekonomista, wykładowca akademicki, profesor, poseł na Sejm (1990–1992, 1996–2021).

## Życiorys
Ukończył w 1973 studia ekonomiczne na Uniwersytecie Wileńskim. Od tego czasu pozostawał zawodowo związany z tą uczelnią jako pracownik naukowy. W 1976 został kandydatem nauk ekonomicznych, od 1975 do 1984 zajmował stanowisko docenta. W 1987 habilitował się na Uniwersytecie Tallińskim. W drugiej połowie lat 80. kształcił się na uniwersytetach we Frankfurcie nad Menem i Nowym Jorku. W 1989 otrzymał profesurę. Był autorem około 300 artykułów i publikacji zwartych z zakresu ekonomii. W latach 90. kierował Litewskim Instytutem Wolnego Rynku.
Był działaczem Komunistycznej Partii Litwy. W grudniu 1989 na wybrano go sekretarzem komitetu centralnego. 24 lutego 1990 uzyskał mandat deputowanego Rady Najwyższej Litewskiej SRR. Należał do sygnatariuszy Aktu Przywrócenia Państwa Litewskiego z 11 marca 1990, w tym samym miesiącu zrezygnował z funkcji w partii komunistycznej.
W parlamencie zasiadał do 1992. W 1996 powrócił do Sejmu z ramienia Litewskiego Związku Centrum (przewodniczył tej partii w latach 2000–2003), ponownie wybierany w 2000 z własnego komitetu oraz w 2004 z listy Związku Liberałów i Centrum. Po rozłamie w LiCS został jednym z liderów Ruchu Liberalnego Republiki Litewskiej, w wyborach w 2008 jako kandydat tej partii po raz piąty został posłem, wygrywając w okręgu jednomandatowym. W 2012, 2016 i 2020 uzyskiwał poselską reelekcję. W 2020, wkrótce po rozpoczęciu kolejnej kadencji Sejmu, wystąpił z frakcji Ruchu Liberalnego Republiki Litewskiej.
Był mężem Rūty Rutkelytė, litewskiej filolog i polityk.

## Odznaczenia
- Medal Niepodległości Litwy (2000)[9]
- Krzyż Komandorski Orderu Wielkiego Księcia Giedymina (2004)[10]